# けいゆう病院

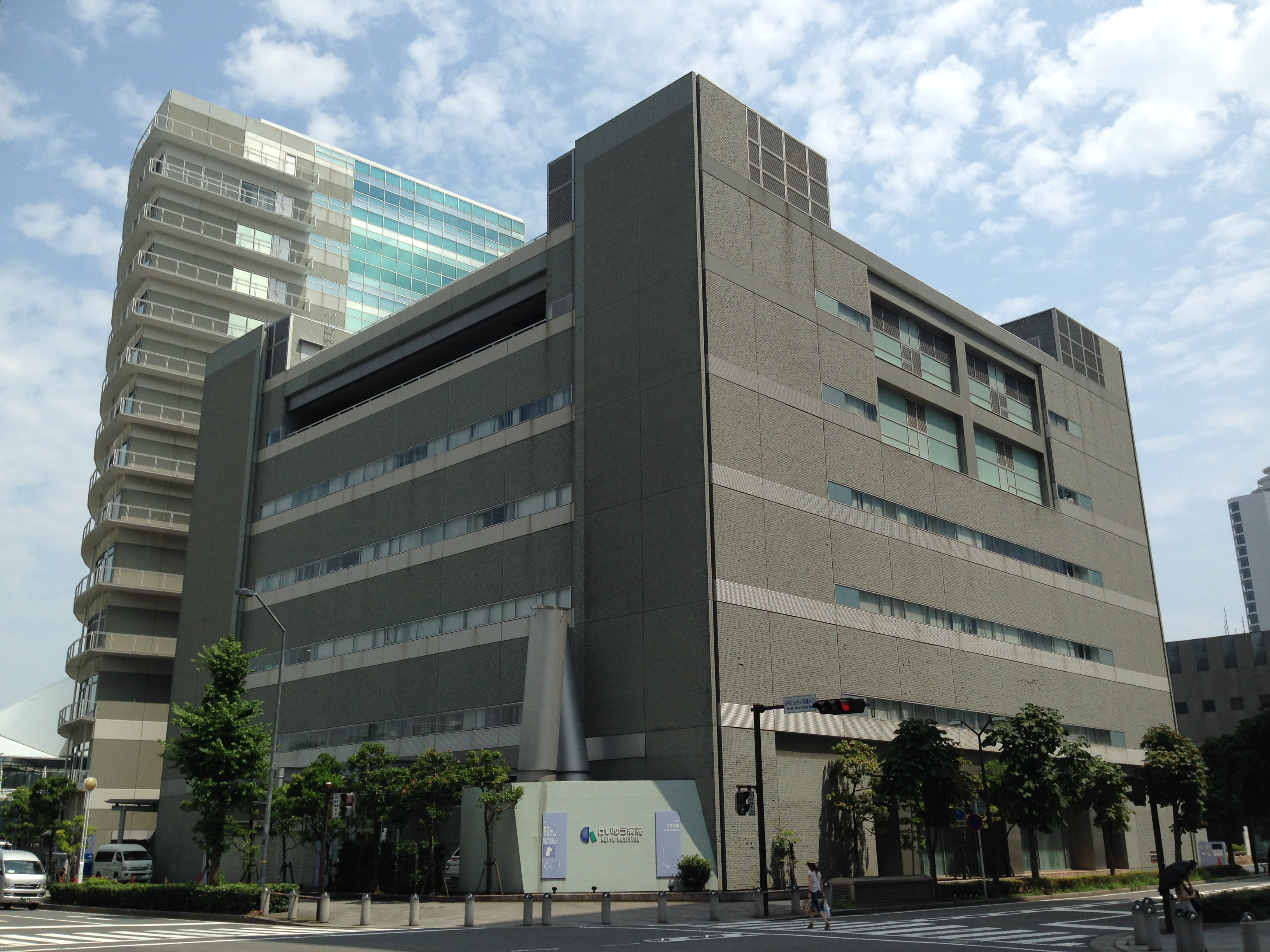
当院の建物を北西側より撮影

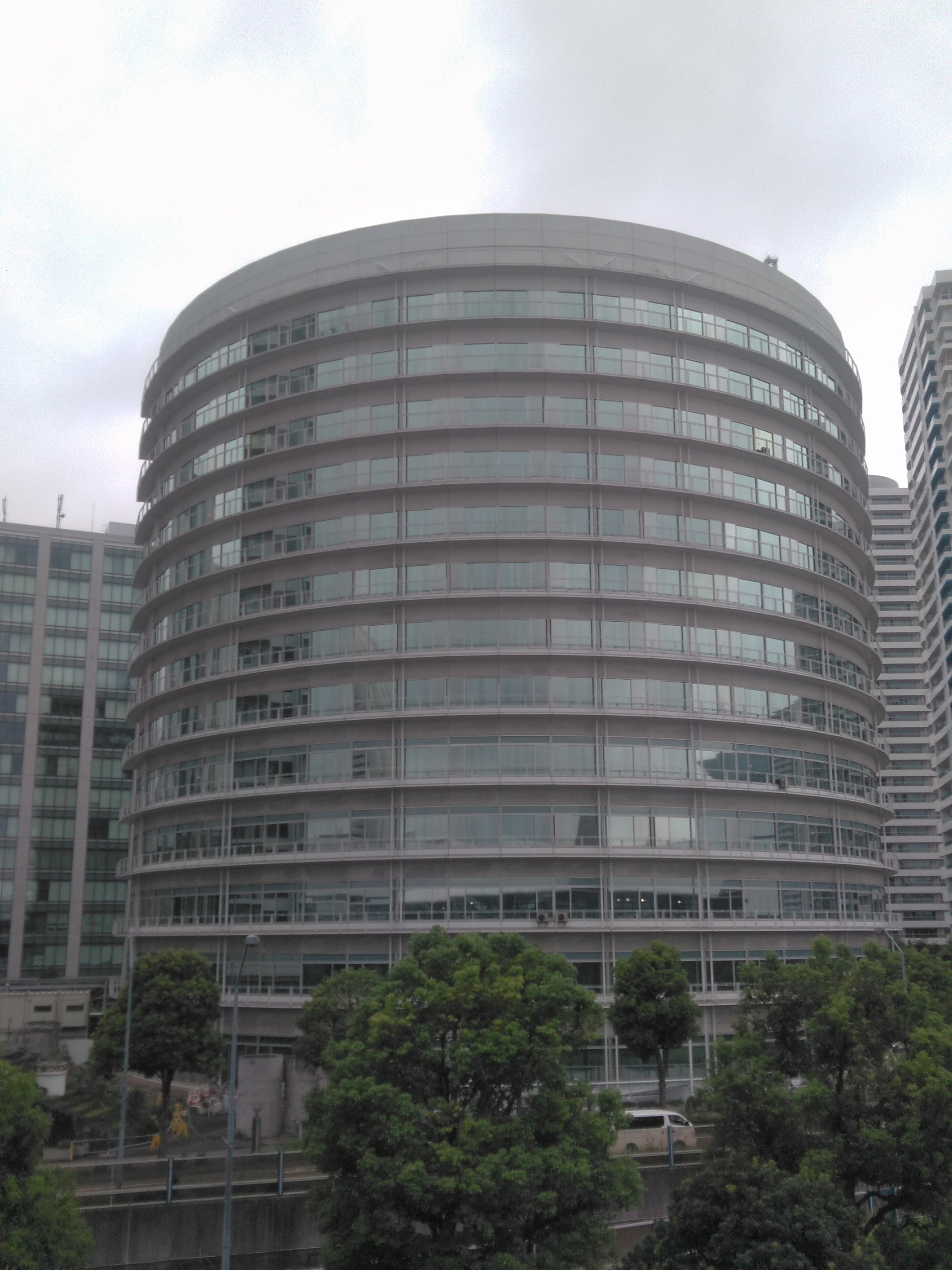
パシフィコ横浜から見たけいゆう病院

けいゆう病院（けいゆうびょういん）は、神奈川県横浜市西区みなとみらいにある警察病院である。一般財団法人神奈川県警友会が運営する。臨床研修指定病院、地域医療支援病院となっている。

## 歴史・概要
1933年（昭和8年）2月、県下警察・消防署長会議において警察病院の設立が決定され、その経営のために財団法人「神奈川県警友会」（神奈川県警職員で構成）が組織された。1934年（昭和9年）5月2日、横浜市中区山下町に「警友病院」が開院した。建設資金は、警察官・消防官からの拠出金、篤志家からの寄付、天皇・皇后並びに各皇族からの下賜金であった。
職域病院としてだけでなく、地域の基幹病院として神奈川県民に広く医療を提供していたが、施設の老朽化・狭隘化により、神奈川県および横浜市の支援を得て1996年（平成8年）1月8日にみなとみらい地区（32街区の北区画）に新築移転した（建物は地上13階、地下3階）。その際、名称表記を「けいゆう病院」に変更している。なお、かつての建物の旧館（旧露亜銀行横浜支店、現在の結婚式場ラ・バンク・ド・ロア）は関東大震災において周辺で唯一残った建物であった。
みなとみらい地区への移転は神奈川県の働きかけにより実現しているが、病院の経営が当時厳しかったことなどから県が敷地を無償貸与していたことが同県の包括外部監査によって2015年（平成27年）1月に判明した。しかし、1999年（平成11年）度に黒字化して以降は経営が順調に推移していることから、監査人は他病院との公平性に欠けると指摘し県に賃貸料（2012年度の県基準では年額約1億7844万4050円）を請求することを求めており、一方の敷地管理を所管する県警施設課では2015年度より有償貸し付けの方向で検討しているという。
2022年（令和4年）には、南側の敷地に別棟（事務所/調剤薬局併設）が完成した。

## 診療科
- 消化器内科
- 循環器内科
- 呼吸器内科
- 脳神経内科
- 血液内科
- 糖尿病・代謝内科
- 腎・高血圧内科
- 膠原病内科
- 緩和ケア内科
- 精神科
- 小児科
- 一般・消化器外科
- 乳腺外科
- 呼吸器外科
- 心臓血管外科
- 整形外科
- 脳神経外科
- 皮膚科
- 泌尿器科
- 産婦人科
- 眼科
- 耳鼻咽喉科
- リハビリテーション科
- 放射線科
- 麻酔科
- 歯科
- 病理診断科
- 臨床検査科
- 健診科
- 救急科

## 医療機関の指定等
- 地域医療支援病院
- 災害拠点病院
- 臨床研修指定病院

## 交通
- 横浜高速鉄道みなとみらい線みなとみらい駅 徒歩3分。
- 横浜市営バス156系統（平日のみ）・292系統でけいゆう病院下車。